# Bill Inmon
William Harvey „Bill“ Inmon (* 20. Juli 1945 in San Diego, Kalifornien) ist ein US-amerikanischer Informatiker. Er gilt als „Vater des Data-Warehousing“ und ist auf diesem Gebiet ein international anerkannter Berater, Redner und Autor.
Inmon schloss ein Mathematikstudium an der Yale University ab und erwarb außerdem an der New Mexico State University den Abschluss Master of Science in Informatik. Er entwickelte das Konzept der Informationsfabrik (Corporate Information Factory, CIF) und der Government Information Factory. Ferner besitzt er mehr als 35 Jahre Erfahrung auf dem Gebiet des Datenbank-Managements und des Data Warehouse Design und berät viele Fortune-100-Kunden.
Bill Inmon ist Autor von 45 Büchern, die zum Großteil in neun Sprachen erschienen sind. Auch gründete er mehrere Unternehmen – 1991 die Firma Prism Solutions, die er an die Börse brachte, und 1995 Pine Cone Systems (heute Ambeo). 1999 war er Mitgründer von billinmon.com, einer Website zum Thema Data Warehousing und Corporate Information Factory, die sich an Fachleute und Entscheidungsträger richtet.